# Wavrin

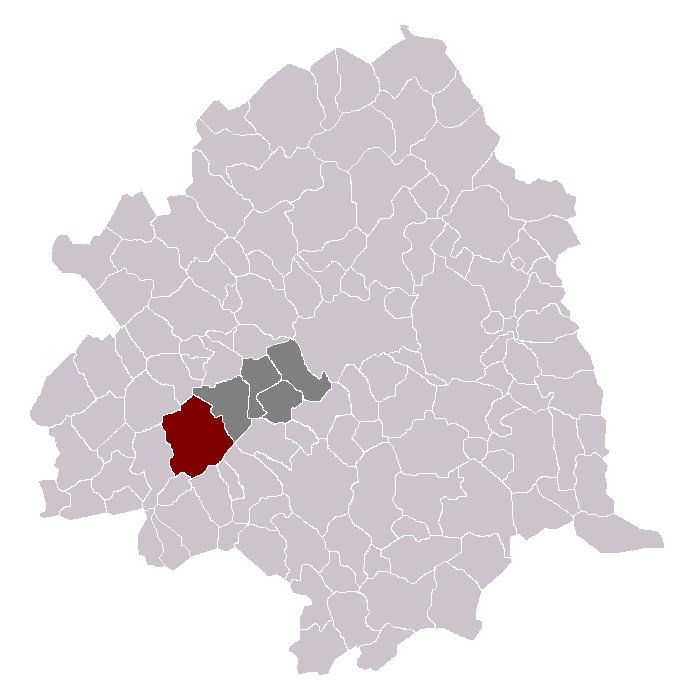
Ubicació de Wavrin dins del cantó i el districte

Wavrin és un municipi francès, situat a la regió dels Alts de França, al departament del Nord. L'any 2006 tenia 7.720 habitants. Limita al Nord-oest amb Fournes-en-Weppes, al nord amb Beaucamps-Ligny, al nord-est amb Santes, a l'oest amb Sainghin-en-Weppes, a l'est amb Gondecourt, al sud-oest amb Don, al sud amb Allennes-les-Marais i al sud-est amb Herrin.

## Demografia
| 1962                                       | 1968  | 1975  | 1982  | 1990  | 1999  | 2006  |
| ------------------------------------------ | ----- | ----- | ----- | ----- | ----- | ----- |
| 5.308                                      | 5.819 | 6.187 | 6.785 | 7.477 | 7.633 | 7.720 |
| Des de 1962: població sense dobles comptes |       |       |       |       |       |       |

## Administració
| Període | Identitat       | Partit |
| ------- | --------------- | ------ |
| 2001-   | Bernard Davoine | PS     |